# Synagris spinolae
Synagris spinolae är en stekelart som beskrevs av Henri Saussure 1856. Synagris spinolae ingår i släktet Synagris och familjen Eumenidae. Inga underarter finns listade i Catalogue of Life.